# اس‌تی‌اس-۵۸
اس‌تی‌اس-۵۸ (به انگلیسی: STS-58) مأموریتی بود که توسط شاتل فضایی کلمبیا در ۱۸ اکتبر ۱۹۹۳ از مرکز فضایی کندی در فلوریدا انجام شد. هدف اصلی این مأموریت در درجه اول به آزمایش‌هایی در مورد تأثیرات فیزیولوژیکی پرواز فضایی اختصاص داشت. در این مأموریت برای اولین بار در حین پرواز از نرم‌افزار شبیه‌سازی "Trainer Operation Landing Operations Trainer" استفاده شد. همچنین آخرین باری بود که شاتل کلمبیا در پایگاه نیروی هوایی ادواردز فرود آمد.